# Gabriel de Roton
Gabriel de Roton (1865-1964), dit aussi Notor, est un illustrateur, archéologue, voyageur, journaliste, écrivain régionaliste et helléniste français. Son titre nobiliaire était vicomte.

## Biographie
Gabriel de Roton est le fils de Félix de Roton, inspecteur des Postes, et d'Edmée de Pinteville de Cernon. 
Condisciple de Victor Bérard et de Paul Claudel (en classe de rhétorique) au lycée Louis-le-Grand, il est ensuite élève de l'École du Louvre et auditeur libre à l'École des Chartes. Son grand-père maternel, le baron de Pinteville de Cernon, lui enseigne le dessin et la peinture. 
Il gère le château de Rayne-Vigneau et son domaine viticole (premier grand cru de Sauternes), venant de la famille de son épouse, Alexandrine de Pontac. Il devient ainsi vice-président du syndicat viticole de la région de Sauternes et Barsac.
Il illustre l' Iliade et l' Odyssée d'Homère, d'après les peintures des vases grecs, ainsi que Les Aventures d'Aristonoüs de Fénelon.
Connu sous le pseudonyme de Notor sous lequel il signe de nombreuses illustrations, il s'intéresse notamment à l'hellénisme, à la spéléologie, à l'archéologie et à la minéralogie. Il fait la découverte que le sol du domaine de Rayne-Vigneau recèle en abondance des pierres curieuses du type onyx, agate, jaspe, dont il fait tailler un certain nombre. Il constitue une collection de plus de 20 000 minéraux.
Pendant la Première Guerre mondiale, n'ayant pu s'engager dans l'armée du fait de son âge, il fonde à Bommes, avec l'aide des propriétaires du château d'Yquem, un hôpital pour la convalescence des soldats blessés (Hôpital auxiliaire 301). Après la guerre, il est maire de la commune de Bommes de 1919 à 1935.
Membre de diverses sociétés savantes et littéraires, il est vice-président de l'Académie Montesquieu et vice-président du syndicat des journalistes et écrivain.

## Œuvre (extrait)
- La Femme dans l'antiquité grecque (1901)
- La Danse dans l'antiquité grecque (1911)

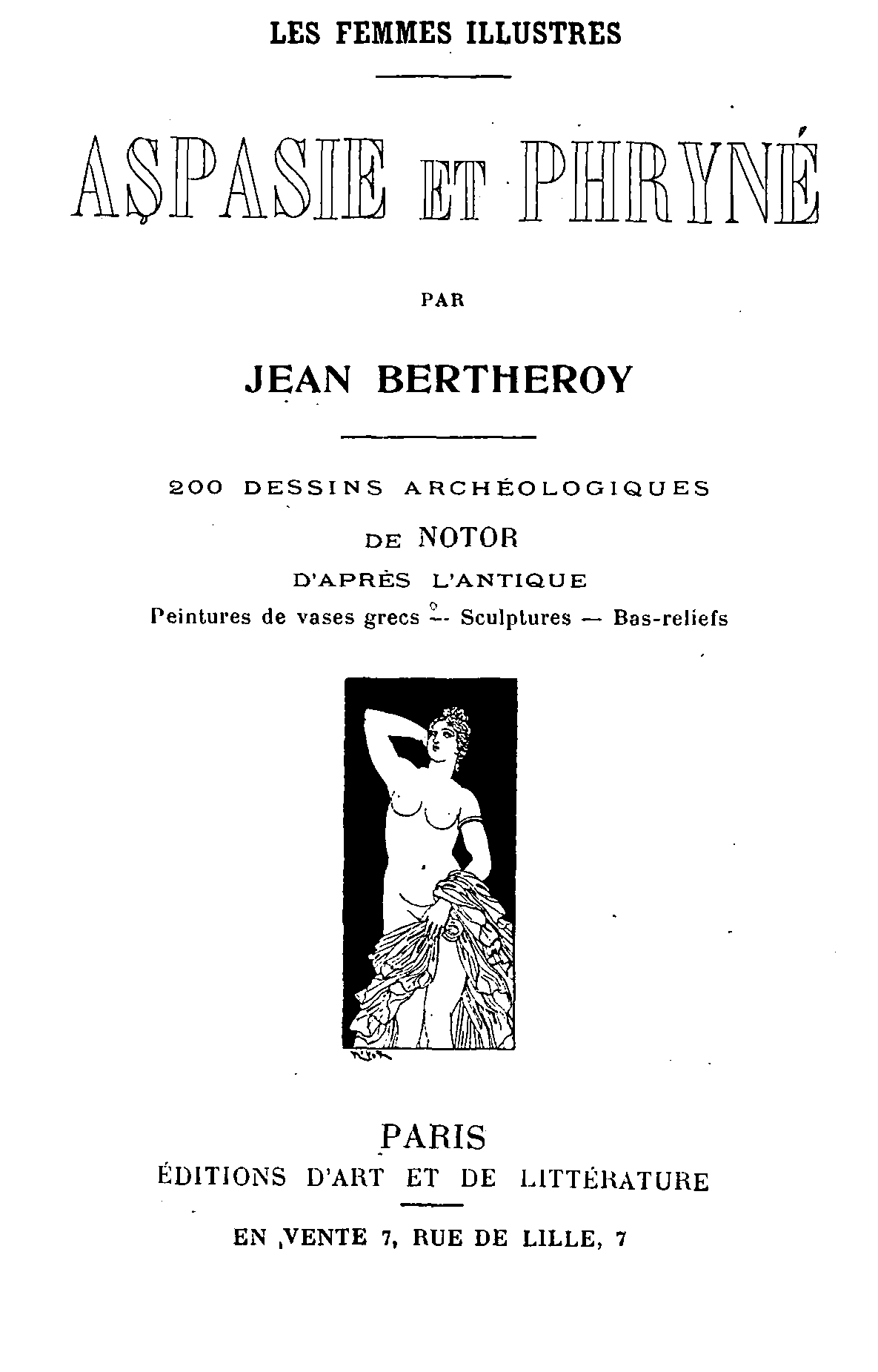
Jean Bertheroy, Aspasie et Phryné (1913).

- L'Iliade et l'Odyssée (Prix Hercule-Catenacci 1952)